# Öretjärnen (Norra Ny socken, Värmland)
Öretjärnen är en sjö i Torsby kommun i Värmland och ingår i Göta älvs huvudavrinningsområde. Sjöns area är 0,015 kvadratkilometer och den befinner sig 343 meter över havet.